# Isophya camptoxipha
Isophya camptoxipha är en insektsart som först beskrevs av Franz Xaver Fieber 1853.  Isophya camptoxipha ingår i släktet Isophya och familjen vårtbitare. Inga underarter finns listade i Catalogue of Life.